# Eremobates vallis
Espèce
Eremobates vallis est une espèce de solifuges de la famille des Eremobatidae.

## Distribution
Cette espèce est endémique du Nevada aux États-Unis,. Elle se rencontre dans le comté de Nye vers Mercury.

## Description
Le mâle holotype mesure 22,0 mm et les femelles de 27,0 à 27,5 mm.

## Publication originale
- Muma, 1989 : New species and records of Solpugida (Arachnida) from the United States. Douglas Print Shop, p. 1-56 (texte intégral).